# Битка при Малага (1704)
Битката при Малага е най-голямото морско сражение през Войната за испанското наследство. На 24 август 1704 г. край южните испански брегове се срещат флотовете на съюзниците (Англия и Холандия) и на Франция. Завършва без ясен победител и няма особено значение за хода на военните действия.

## Предистория
Битката при Малага е епизод от френско-британското морско съперничество от края на ХVІІ до началото на ХІХ в., известно като Втора стогодишна война. От Славната революция (1688 - 1689 г.) Англия си поставя за цел да спечели хегемония над морските пътища и в колониите, а по пътя към тази цел Франция е най-голяма пречка. През Войната за испанското наследство (1701 - 1714) това съперничество не е ожесточено и няма решаваща роля за определяне на победителя. Освен битката при Виго (1702) това е единственото сражение по море. Пряката причина за него е превземането на Гибралтар през август 1704 г. от англо-холандския флот на Джордж Рук.
Несъмнената стратегическа важност на Гибралтар кара Фелипе V (френския кандидат за испанския трон) и дядо му Луи XIV - крал на Франция, да предприемат незабавен опит за връщането му. Освен че събират сухопътна армия (начело с маршал Рене дьо Тесе), те нареждат на френския флот в Барселона да осигури превъзходство по вода. Негов главнокомандващ е Луи-Александър дьо Тулуз, извънбрачен син на Луи. Той се отправя на юг, за да влезе в решителен сблъсък с Рук.

## Ход на сражението
„Битката беше един от онези сковани, незадоволителни сблъсъци, типични за формалните морски военни операции“, смята Оливър Уорнър. Това е така, защото никой от адмиралите не иска да се ангажира твърде много и да рискува силите си. Тулуз и неговият съветник Виктор-Мари д'Естрé би трябвало да са по-настойчиви, за да помогнат за превземането на Гибралтар. Те са респектирани от англичаните и изглежда предварително са убедени, че няма да могат да ги победят. За Рук е достатъчно само да покаже, че няма да позволи обсадата на Гибралтар да се затвори и по море.
В тази ера морските битки се водят от линейни кораби с мощни оръдия на бордовете си. Те се подреждат в килватерен строй, тоест един след друг. Съюзническият авангард се командва от Клаудсли Шовел, основната част - от Джордж Рук, докато ариергардът се състои от холандските съдове на Герард Каленбург. Съотношението на силите е по около 50 кораба от всяка страна, но авторите се разминават в конкретните цифри. Може да се приеме твърдението на Махън, че френските съдове са 52, докато под командата на Рук са 58-60. Оръдията също са по равно - по около 3600.
Двете ескадри плават една до друга в продължение на около два часа и си разменят мощен обстрел. Разстоянието обаче е твърде голямо, за да се стигне до потопяването дори на един кораб, но човешките жертви и повредите са сериозни. Никой от адмиралите не опитва да приложи по-специална стратегия - или не успяват, или просто не искат. На следващия ден вятърът променя посоката си и става благоприятен за атака на французите. Техните кораби са и по-бързи, защото са в морето. Тулуз и д'Естрé обаче предпочитат да не се възползват. На 26 август те се отправят към Тулон и оставят на противниците си контрола над морето.

## Резултати
Битката остава без явен победител. Ако се съди по дадените жертви (1585 за французите и 2718 за съюзниците), първите имат предимство. Стратегически обаче Рук постига целите си, докато Тулуз - не. Въпреки всеобщото мнение, че тази битка не е повлияла сериозно но хода на войната, не е съвсем така. Тя води дотам, че английската власт над Гибралтар продължава. Англичаните запазват инициативата и през 1705 г. успяват да подпалят въстание против Фелипе V във Валенсия и Каталония. Накрая, през 1708 г. покоряват и остров Менорка - най-северния от Балеарските острови. Ако Тулуз беше по-решителен, би могъл да ги прогони. Тогава всичко това нямаше да се случи и властта на Фелипе V щеше да се наложи с далеч по-малко трудности.